# Aquila wahlbergi
Aquila wahlbergi е вид птица от семейство Ястребови (Accipitridae).

## Разпространение
Видът е разпространен в Ангола, Бенин, Ботсвана, Буркина Фасо, Бурунди, Гамбия, Гана, Гвинея, Гвинея-Бисау, Еритрея, Етиопия, Замбия, Зимбабве, Камерун, Демократична република Конго, Кот д'Ивоар, Кения, Либерия, Малави, Мали, Мавритания, Мозамбик, Намибия, Нигер, Нигерия, Руанда, Сенегал, Сиера Леоне, Сомалия, Судан, Свазиленд, Танзания, Того, Уганда, Централноафриканската република, Чад, Южна Африка и Южен Судан.